# Gustav Wetterström
Karl Gustav "Gutta" Evert Wetterström, född 15 oktober 1911 i Norrköping, död 16 november 1991 i Norrköping, var en svensk fotbollsspelare (anfallare) som spelade för IK Sleipner där han blev svensk mästare säsongen 1937/38.
Wetterström representerade även det svenska landslaget, bland annat i fotbolls-VM 1938. Han gjorde där ett hattrick i Sveriges 8–0-vinst över Kuba, även om många andra källor än Fifa har krediterat honom med fyra mål i matchen.
Wetterström spelade under åren 1934–38 sju landskamper på vilka han också gjorde sju mål.

## Meriter

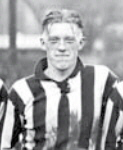
Wetterström efter en match med IK Sleipner, ca 1935

### I landslag
Sverige
- Uttagen till VM (1): 1938
- 7 landskamper, 7 mål

### I klubblag
IK Sleipner
- Svensk mästare (1): 1937/38